# アルフレド・タラベラ
アルフレド・タラベラ・ディアス（Alfredo Talavera Díaz、1982年9月18日 - ）は、メキシコ・ハリスコ州ラ・バルカ出身の元プロサッカー選手。元メキシコ代表。サッカー指導者。現役時代のポジションはポジションは、ゴールキーパー。

## 経歴

### 代表
2011年1月、ボスニア・ヘルツェゴビナとの親善試合でメキシコ代表初招集。試合には出場しなかった。2011年3月の親善試合・パラグアイ戦で初キャップ。2011 CONCACAFゴールドカップではホセ・デ・ヘスス・コロナとギジェルモ・オチョアに次ぐ第3キーパーであったが、コロナが所属クラブでの乱闘参加により、オチョアがドーピング検査でクレンブテロール陽性反応を示しそれぞれ代表から追放されたため、タラベラに出番が回ってきた。最終的に6試合に出場し、同大会制覇に貢献した。
以降の大会では2014 FIFAワールドカップ等に参加したが、オチョアの牙城を崩せずベンチ暮らしが続いた。2015年10月にフアン・カルロス・オソリオが監督に就任してからはレギュラーに抜擢された。しかし絶対的守護神としての活躍は出来ず、再びオチョアにポジションを奪われ、2018 FIFAワールドカップでも控えとしての参加となった。

## 代表歴

### 出場大会
- メキシコ代表
  - 2014 FIFAワールドカップ
  - 2018 FIFAワールドカップ
  - 2022 FIFAワールドカップ

### 試合数
- 国際Aマッチ 39試合 0得点（2011年-2022年）[2]

| メキシコ代表 | 国際Aマッチ | 国際Aマッチ |
| 年           | 出場        | 得点        |
| ------------ | ----------- | ----------- |
| 2011         | 9           | 0           |
| 2012         | 1           | 0           |
| 2013         | 1           | 0           |
| 2014         | 4           | 0           |
| 2015         | 4           | 0           |
| 2016         | 5           | 0           |
| 2017         | 3           | 0           |
| 2018         | 0           | 0           |
| 2019         | 0           | 0           |
| 2020         | 1           | 0           |
| 2021         | 9           | 0           |
| 2022         | 2           | 0           |
| 通算         | 39          | 0           |

## タイトル

### クラブ
グアダラハラ
- リーガMX: 2006アペルトゥーラ

トルーカ
- リーガMX: 2011

### 代表
- CONCACAFゴールドカップ: 2011

### 個人
- CONCACAFチャンピオンズリーグゴールデングローブ: 2013-14